# Drapetis gilvipes
Drapetis gilvipes is een vliegensoort uit de familie van de dansvliegen (Empididae). De wetenschappelijke naam van de soort is voor het eerst geldig gepubliceerd in 1872 door Loew.